# トミー・ゲレロ

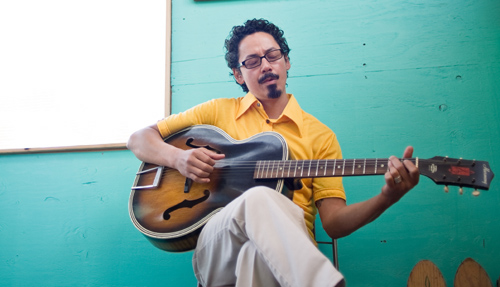
トミー・ゲレロ（2012年）

トミー・ゲレロ（Tommy Guerrero、1966年9月9日 - ）は、サンフランシスコ生まれのスケートボーダー、ミュージシャン。

## 経歴

### スケートボード
10代で「ボーンズ・ブリゲード」の最も有名なメンバーのひとりとなる。ボーンズ・ブリゲードはパウエル・ペラルタ社のプロ・スケートボード・チームで、1980年代に一世を風靡した。故郷サンフランシスコの街並みを、ほとんどなんの苦もないかのように滑りぬけていくスタイルで有名である。その姿は、ボーンズ・ブリゲードのほとんどのビデオで見ることができる（『Future Primitive』『The Search for Animal Chin』『Public Domain』『Ban This』）。同社を退いた後は、同郷でチームメイトであったジム・チボーとともにスケートボード・チーム「リアル」を立ち上げた。

### 音楽
スケートボードで成功したあとは、ゲレロの関心は第2の分野に向かった。音楽である。スケート・ロック・バンド「フリー・ビア」、実験音楽グループ「ジェット・ブラック・クレヨン」に所属したが、最も成功をおさめたのはソロ・アーティストとしてである。
その作品はロック、ヒップホップ、ファンク、ソウル、ジャズなど、さまざまなタイプの音楽をミックスしたスタイルのものである。
ファンキーな外観とはうらはらに、ゲレロの音楽は極めてロマンティックであり、時にはある種の冷たさすら感じさせる。その音楽性はジャンルを超えてレイ・バービーやトータスと共通するものがある。
日本では、キユーピーのCMに楽曲を提供していることでも知られる。「It Gets Heavy」はもともとマヨネーズ・キユーピーハーフのCMのために書き下ろされた曲（CM曲としてのタイトルは「Mayo」）であったが、のちにミニ・アルバム『ジャンク・コレクター』に収録、日本で彼の名が知られるきっかけとなった（さらにのち、ボーカルを追加してアルバム『ソウル・フード・タケリア』に収録）。
ゲレロがキユーピーに提供した楽曲は、このほか「Little Blue」などがある。
別名義に「Fotraque」。

## ディスコグラフィ

### アルバム
- 『ルース・グルーブズ&バスタード・ブルース』 - Loose Grooves & Bastard Blues (1998年)
- 『ア・リトル・ビット・サムシン』 - A Little Bit of Somethin' (2000年)
- 『ソウル・フード・タケリア』 - Soul Food Taqueria (2003年)
- 『from the soil to the soul』 - From the Soil to the Soul (2006年)
- 『リターン・オブ・ザ・バスタード』 - Return of the Bastard (2008年)
- 『ライフボーツ・アンド・フォリーズ』 - Lifeboats & Follies (2011年)
- 『ノー・マンズ・ランド』 - No Man's Land (2012年) ※日本盤のみ
- The Composer Series – Vol. 4 (2012年)[1][2]
- 『PERPETUUM』 - Perpetuum (2014年) ※日本盤のみ
- Perpetual (2015年) ※デジタル・リリース
- 『ザ・エンドレス・ロード』 - The Endless Road (2016年) ※日本盤のみ
- Road to Knowhere (2018年)
- 『DUB SESSION』 - Dub Session (2019年)
- 『サンシャイン・ラジオ』 - Sunshine Radio (2021年)
- 『AMBER OF MEMORY』 - Amber of Memory (2023年)

### シングル
- "Backintheday" (1995年)
- 「ジャンク・コレクター」 - "Junk Collector" (2001年)
- "Rusty Gears Lonely Years" / "Organism" (2001年)
- "Gettin' It Together" (2004年)

### EP
- 『バックインザデイ+フォートラック・セヴンインチ』 - backintheDay+fotraque 7inch (2002年)
- 『イヤー・オブ・ザ・モンキー』 - Year of the Monkey - EP (2005年)

### コンセプト・アルバム
- 『リヴィング・ダート』 - Living Dirt (2010年)

### コラボレーション・アルバム
- 『ホイ・イェン・アスン』 - Hoy Yen Ass'n (2000年) ※with ガジェット
- 『Guerrero y Gonzales – (What It Isn't)』 - Guerrero y Gonzales – (What It Isn't) (2001年) ※with マーク・ゴンザレス
- ブラックトップ・プロジェクト : 『BLKTOP PROJECT』 - Blktop Project (2007年) ※with レイ・バービー、マット・ロドリゲス、ダグ・シャーリン、チャック・トリース
- 『ロード・ニューボーン・アンド・ザ・マジック・スカルズ』 - Lord Newborn and The Magic Skulls (2009年) ※with マニー・マーク、ショーン・リー
- ブラックトップ・プロジェクト : 『レーン・チェンジ』 - Lane Change (2009年)
- ブラックトップ・プロジェクト : 『CONCRETE JUNGLE』 - Concrete Jungle (2016年)
- ロス・デイズ : 『シンギング・サンズ』 - Singing Sands (2020年) ※with ジョシュ・リッピ
- ロス・デイズ : 『ウエスト・ウインド』 - West Winds (2022年)

## CM
- 大塚製薬ポカリスエット［たけしと少年編］CMオリジナル曲　Tommy Guerrero×Shing02　2010年6月～
- サントリースパークリングワイン『Freixenet』CMオリジナル曲 "simpler times" 2012年11月23日〜